# Elizabeth Diller

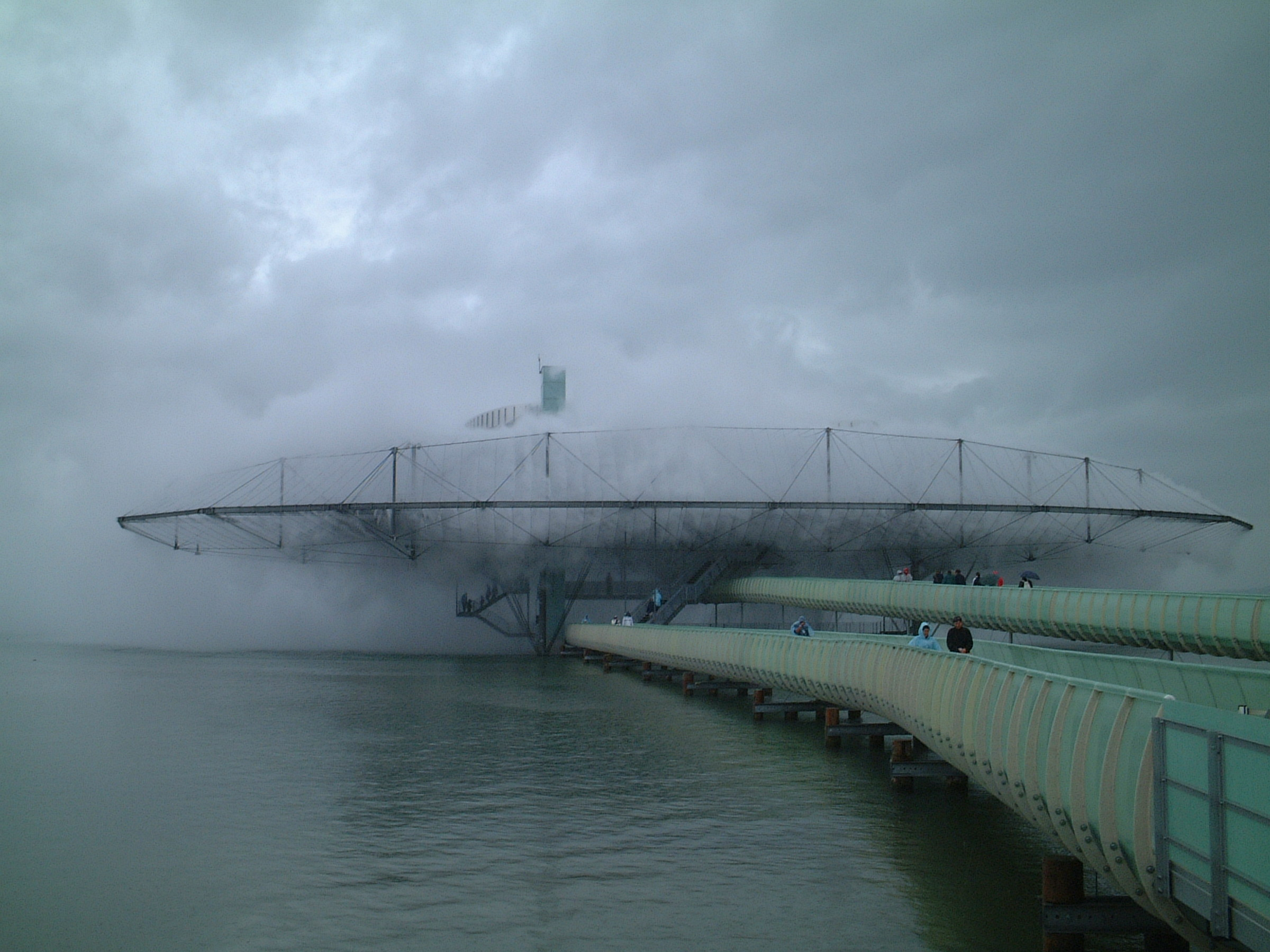
Blur Building en la Exposición Nacional de Suiza en 2002.

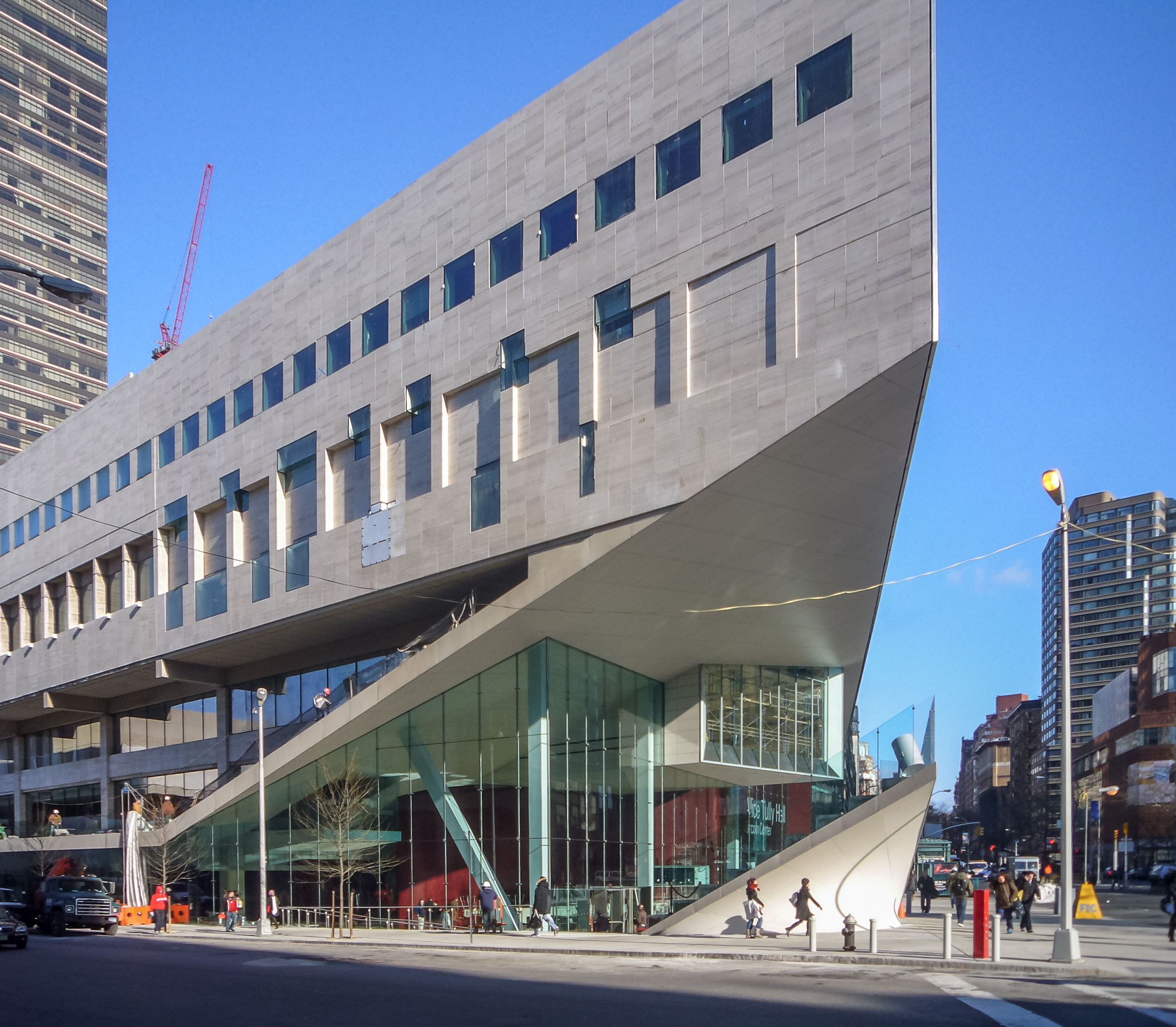
Renovación de la Fachada de la Escuela de Danza Juilliard

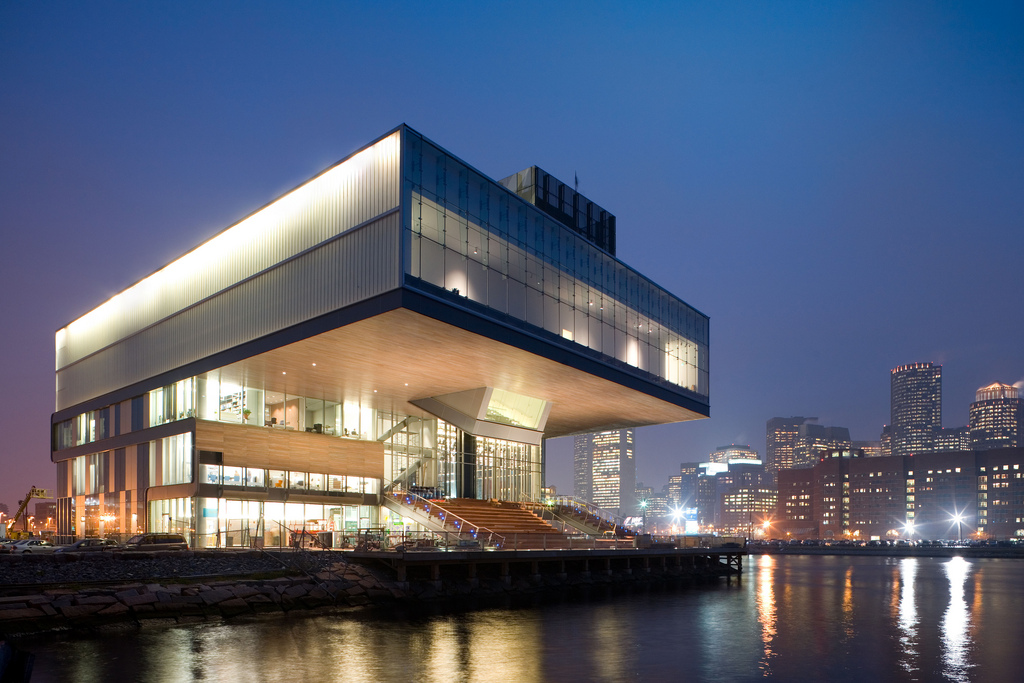
Instituto de Arte Contemporáneo de Boston

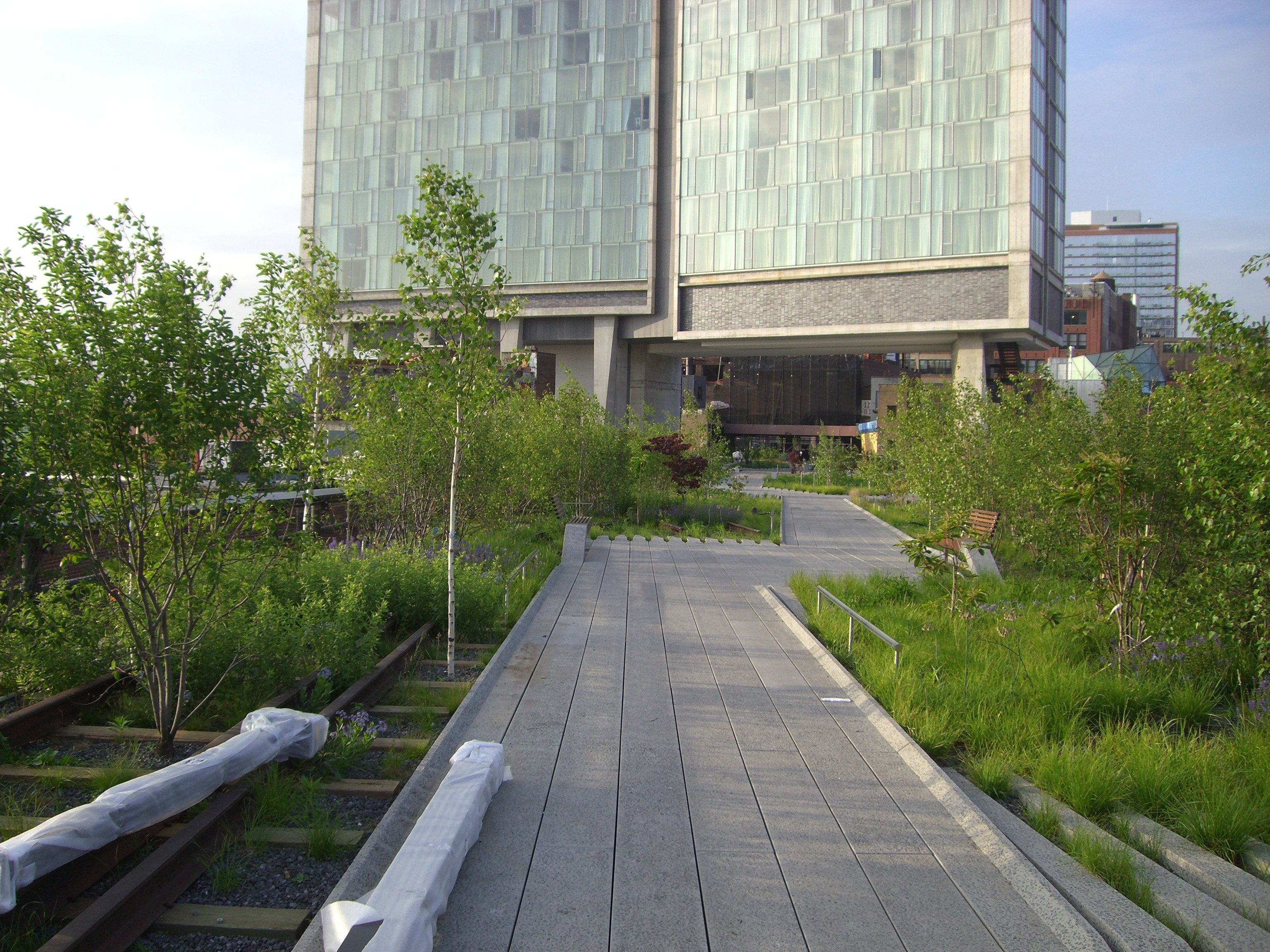
High Line, Nueva York

Elizabeth Diller (Lodz, 1954) es una arquitecta estadounidense, cofundadora de la firma estadounidense de arquitectura Diller Scofidio fundada en 1979 junto a Ricardo Scofidio, y que tiene sede en Manhattan.

## Primeros años
Nació en Polonia, en el seno de una familia sobreviviente del Holocausto, que emigró a Nueva York cuando era niña. 
Cuando tuvo edad de iniciar sus estudios universitarios decidió ingresar a la carrera de Bellas Artes en la Cooper Union de Nueva York, incluso oponiéndose a los deseos de sus padres. Una vez dentro, y mientras cursaba Artes, se vio atraída por la Escuela de Arquitectura, la cual comenzó a frecuentar, igualmente seducida por la personalidad de su decano, el afamado arquitecto John Hedjuk – miembro del New York Five-. Hedjuk tuvo en Diller una influencia decisiva, ya que le hizo ver a la arquitectura no como una profesión tradicional, sino más bien como una “Disciplina Cultura”, lo que convenció a Diller de cambiarse de carrera. Durante sus estudios se formó en la base de un pensamiento creativo y análitico, siguiendo las influencias del propio Hedjuk.

## Trayectoria
En 1979, apenas graduada, fundó junto con Ricardo Scofidio, a quien había conocido mientras estudiaba, el estudio de arquitectura Diller + Scofidio. En los años 1981-1991 Diller trabajó en la Cooper Union como conferenciante y desde 1990 en la Universidad de Princeton como profesora activa.  En 2004 se unió como socio a la firma de arquitectos Charles Renfro. Por esta razón, la oficina fue renombrada a Diller Scofidio + Renfro (DS + R). Diller ahora vive y trabaja en conjunto con Scofidio en Chelsea (Manhattan).
Su trayectoria incluye instalaciones y performances utilizando todas las formas de las artes y las colaboraciones con toda una serie de artistas que van desde las artes visuales a las artes escénicas como las Performances de Columbus Circle (1981) donde colocaron 2500 conos de tránsito naranja en la tradicional intersección de Manhattan durante 24 horas para descubrir patrones de movimiento; los trabajos colectivos Civic Plot (1983)–junto al escultor James Aholl y a la performer Kaylynn Sullivan-, The With Drawing Room -con el escultor David Ireland-, y en 1989 para el MoMA la instalación Para-site, entre muchas otras experiencias.

## Obras
- Slow House (1991) una residencia privada en Long Island donde exploran los vínculos entre arquitectura y media

- Blur Building, 2002, Yverdon-les-Bains, Suiza, con motivo de Expo02 (Exposición Nacional Suiza de 2002)
- Eyebeam Institute of Technology, en la calle 21, Nueva York, (proyecto presentado en la Bienal de Venecia de 2002 a 2004)
- Instituto de Arte Contemporáneo de Boston (2006),
- Transformaciones en la Escuela de Danza de Julliard de Nueva York (2009)
- Hypar Pavillion
- rediseño del espacio público del Lincoln Center (2010)
- Rehabilitación de la High Line, sobre las antiguas vías del tren ligero de Chelsea en Nueva York (2011-2014)
- 15 Hudson Yards (2014)
- Centro Cultural The Broad de Los Ángeles (2015).

## Reconocimientos
En 1999 recibió junto con Scofidio una beca MacArthur. En 2008 fue elegida miembro de la Academia Americana de las Artes y las Ciencias y en 2011 miembro de la Academia Nacional de Dibujo de Estados Unidos.
En 2018 su estudio obtuvo el Veronica Rudge Green Prize in Urban Design que otorga bianualmente la Universidad de Harvard por el proyecto de la High Line.
También en 2018 fue reconocida por el Women in Architecture Forum & Awards, premio promovido por la revista Architectural Record.
Fue la única arquitecta destacada como una de las 100 personas más influyentes del mundo en la lista de la revista Time.
En 2019 obtuvo el Premio Jane Drew.